# Singapur en los Juegos Olímpicos de Londres 2012
Singapur estuvo representado en los Juegos Olímpicos de Londres 2012 por un total de 23 deportistas, 8 hombres y 15 mujeres, que compitieron en 9 deportes.
La portadora de la bandera en la ceremonia de apertura fue la jugadora de tenis de mesa Feng Tianwei.

## Medallistas
El equipo olímpico singapurense obtuvo las siguientes medallas:
| Nombre                            | Deporte       | Competición  |
| --------------------------------- | ------------- | ------------ |
| Oro                               |               |              |
| —                                 |               |              |
| Plata                             |               |              |
| —                                 |               |              |
| Bronce                            |               |              |
| Feng Tianwei                      | Tenis de mesa | Individual F |
| Feng Tianwei Li Jiawei Wang Yuegu | Tenis de mesa | Equipo F     |